# Zalabér
 (février 2024).
Si vous disposez d'ouvrages ou d'articles de référence ou si vous connaissez des sites web de qualité traitant du thème abordé ici, merci de compléter l'article en donnant les références utiles à sa vérifiabilité et en les liant à la section « Notes et références ».
Zalabér est un village et une commune du comitat de Zala, dans l'Ouest de la Hongrie.

## Histoire

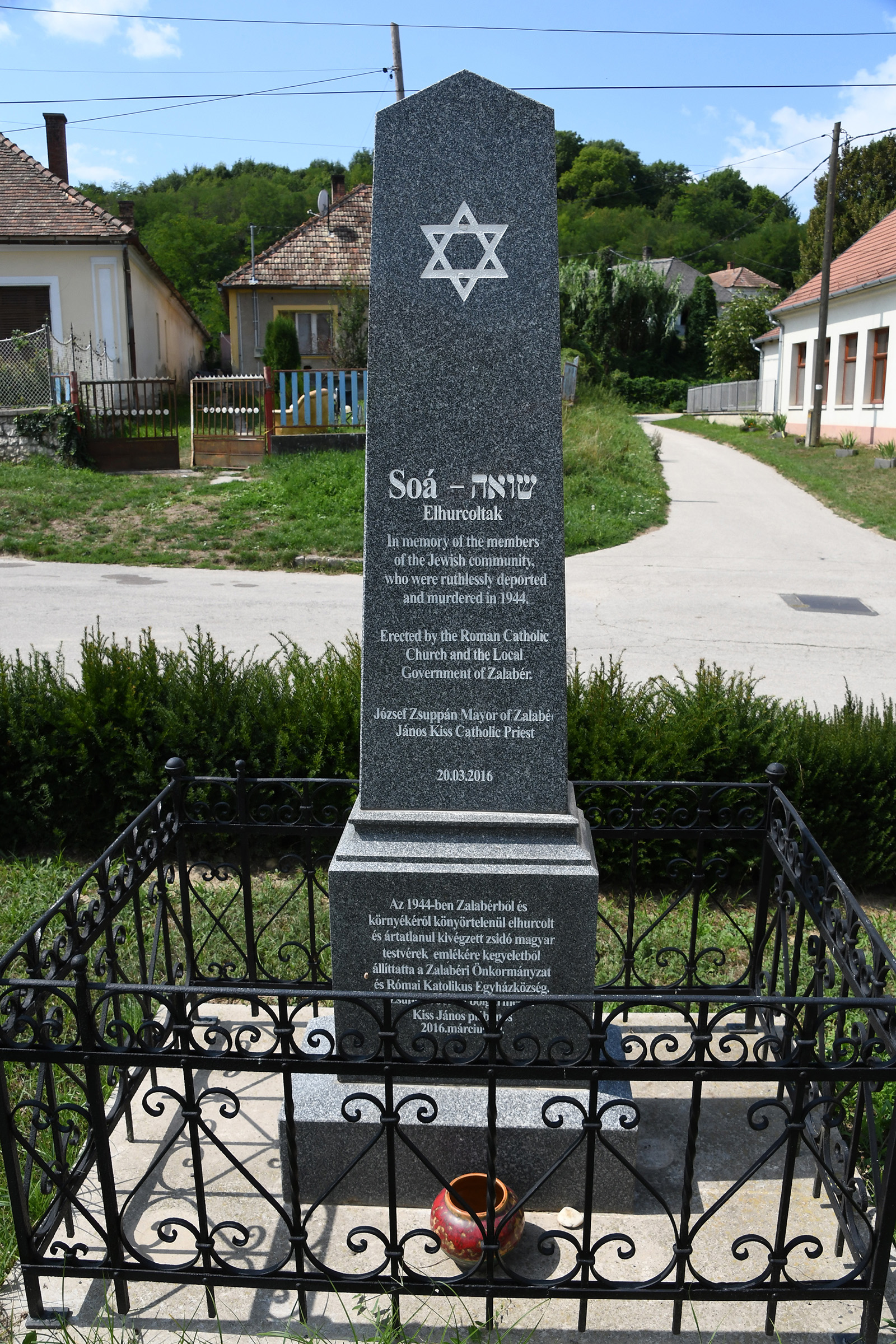
Monument commémoratif de la Shoah à Zalabér.